# 沃托帕鎮區 (明尼蘇達州瓦巴沙縣)
沃托帕鎮區（英語：Watopa Township）是位於美國明尼蘇達州瓦巴沙縣的一個行政鎮區，於1858年設立。

## 地方資料
沃托帕鎮區的面積為92.27平方千米，當中陸地面積為91.27平方千米，而水域面積為1.00平方千米。根據2020年美國人口普查的數據，當地共有人口246人，而人口密度為每平方千米2.67人。